# Filzbach

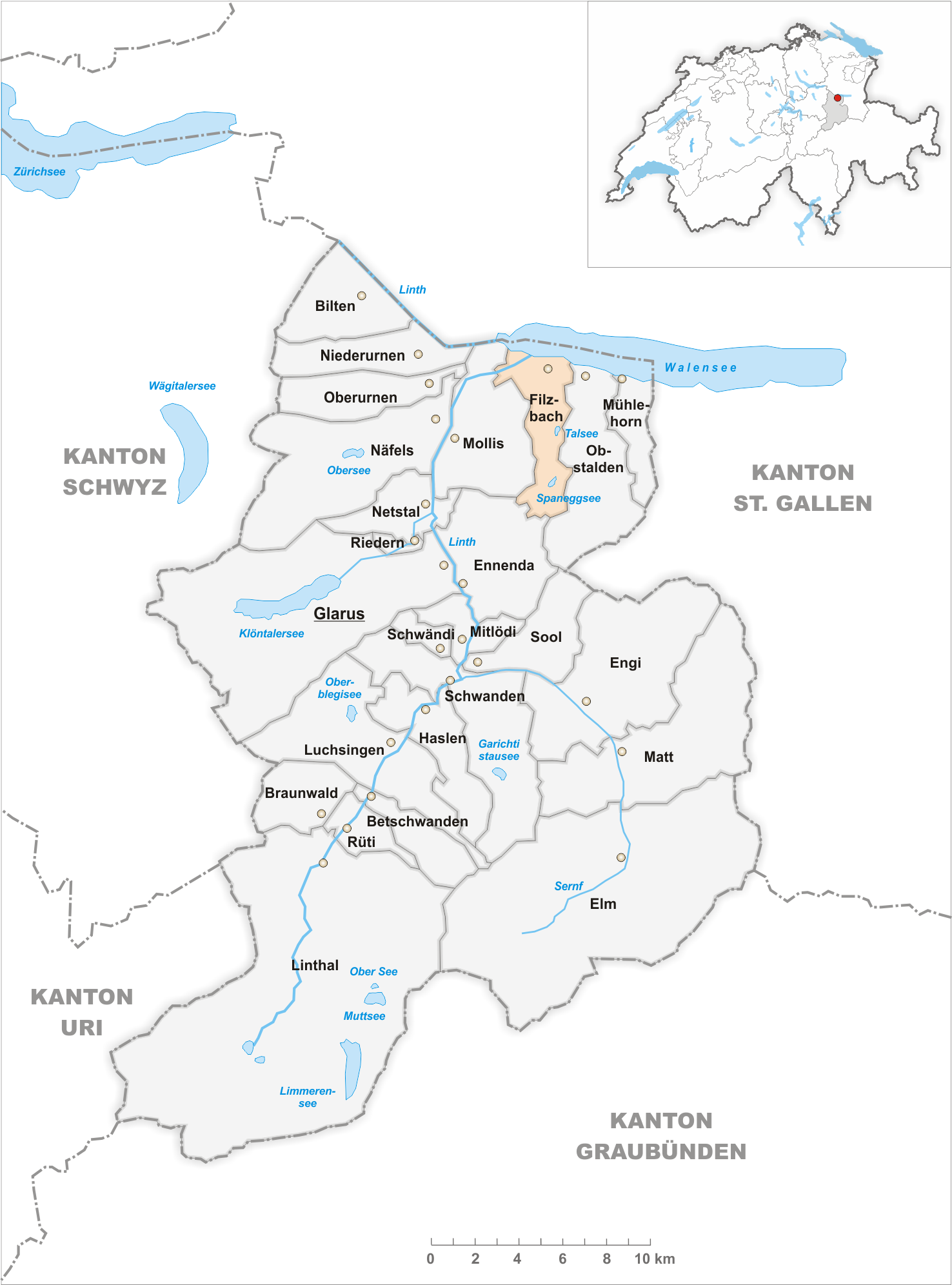
Gemeindestand vor der Fusion am 1. Januar 2011

Filzbach ist eine ehemalige politische Gemeinde im schweizerischen Kanton Glarus.
Die Gemeinde wurde im Rahmen der Glarner Gemeindereform am 1. Januar 2011 mit den Gemeinden Bilten, Mollis, Mühlehorn, Näfels, Niederurnen, Oberurnen und Obstalden zur neuen Einheitsgemeinde Glarus Nord zusammengelegt.

## Geographie

Historisches Luftbild aus 500 m von Walter Mittelholzer von 1923

Filzbach, 1907

Die Streusiedlung Filzbach liegt auf dem Hochplateau des Kerenzerbergs oberhalb des Walensees. Das ehemalige Gemeindegebiet reichte vom Walensee auf 428 m ü. M. bis hinauf zum Nüenchamm auf 1903 m ü. M. Von der Gemeindefläche waren 35,4 % landwirtschaftliche Nutzflächen, 40,9 % waren Wald, 4,6 % waren Siedlungsfläche, und 19,1 % waren unproduktiv.
Zu Filzbach gehört der Zeltplatz Gäsi am Walensee.

## Bevölkerung
| Jahr      | 1888 | 1900 | 1950 | 1980 | 1990 | 2000 | 2006 |
| Einwohner | 418  | 407  | 393  | 448  | 520  | 545  | 511  |

## Politik
Bei den Landratswahlen vom 21. Juni 2006 erhielt die FDP 2 und die SVP 1 Sitz im Wahlkreis Mühlehorn –  Obstalden – Filzbach.

## Wirtschaft
Neben lokalen Gewerbebetrieben, der Schule und der Gemeindeverwaltung finden die Filzbacher vor allem im Tourismussektor Arbeit.

### Verkehr
Die Buslinien vom Bahnhof Näfels-Mollis oder vom Bahnhof Mühlehorn via Stocken und Obstalden verbinden Filzbach mit dem Streckennetz der SBB.
Der Individualverkehr erreicht Filzbach vom Autobahnanschluss Niederurnen der Autobahn A3 über Näfels und Mollis, oder vom Anschluss Mühlehorn über Mühlehorn und Obstalden.
Die lokale Sesselbahn Habergschwänd offeriert im Winter einen Schlittelplausch, während im Sommer von dort aus der Talalpsee in der Nähe liegt.

## Geschichte
Ein römischer Wachtturm aus der Zeit des Kaisers Augustus im Dorfteil Voremwald wurde durch archäologische Ausgrabung im Jahr 1959 genau untersucht.
Der Ort wurde 1394 als Vilentzspach erstmals urkundlich erwähnt.
Nach der Schlacht bei Sempach von 1386 kam Filzbach zu Glarus. Die Einwohner waren Schänis, seit dem 14. Jahrhundert in Obstalden kirchgenössig. Die Reformation wurde in Filzbach 1528 übernommen.
Bereits im 19. Jahrhundert setzte in Filzbach der Tourismus ein. Durch den Bau der Walenseestrasse im Jahr 1964 erlebte er einen weiteren Aufschwung.

## Persönlichkeiten
- Jost Winteler (1846–1929), Sprachwissenschafter und Hausvater Albert Einsteins in Aarau.
- Martin Menzi (1929–2024), ETH-Professor für Tierproduktion und Probleme der Entwicklungsländer

## Bilder

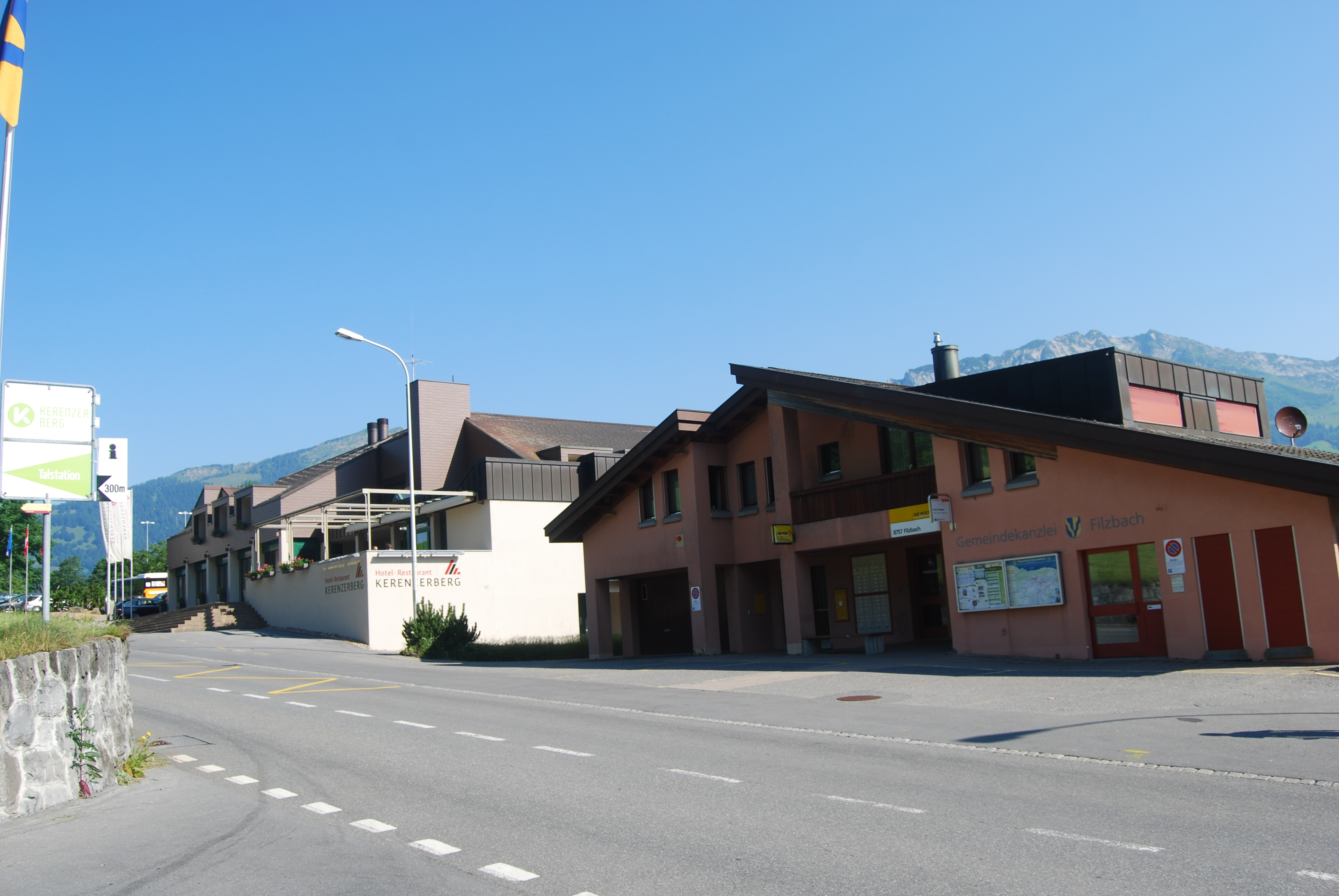
Hotel Kerenzerberg, ehemaliges Post- und Gemeindehaus
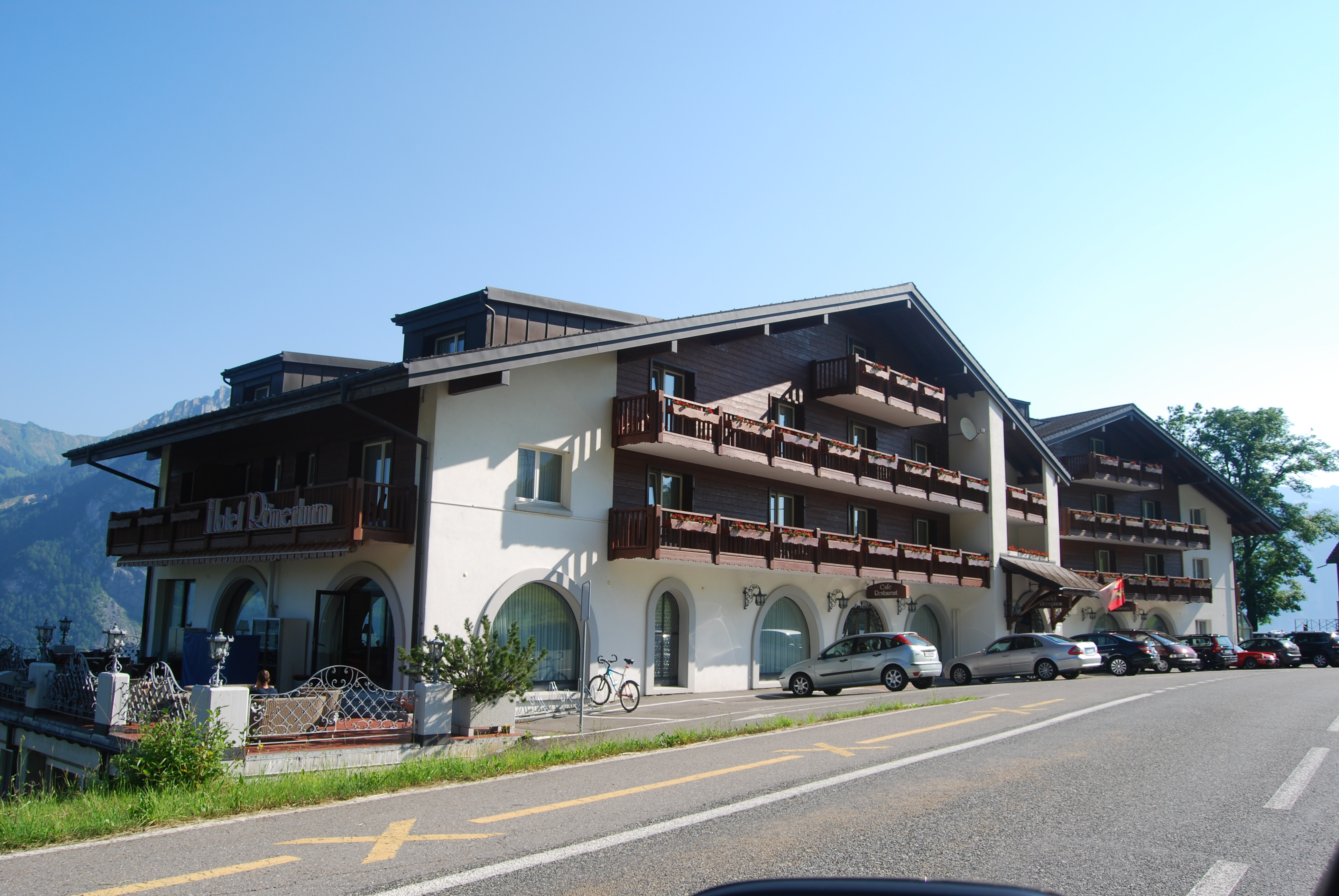
Hotel Römerturm
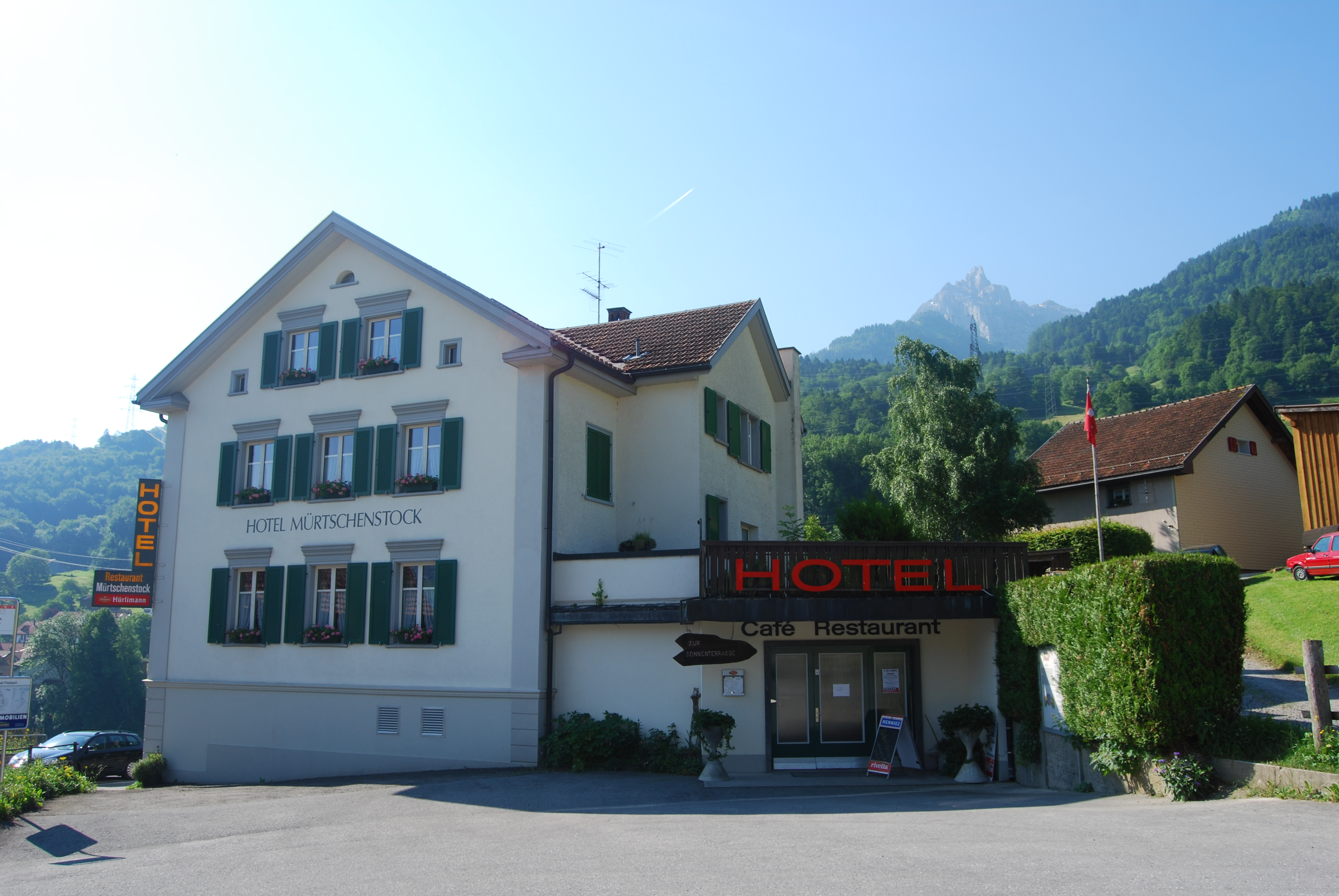
Hotel Mürtschenstock
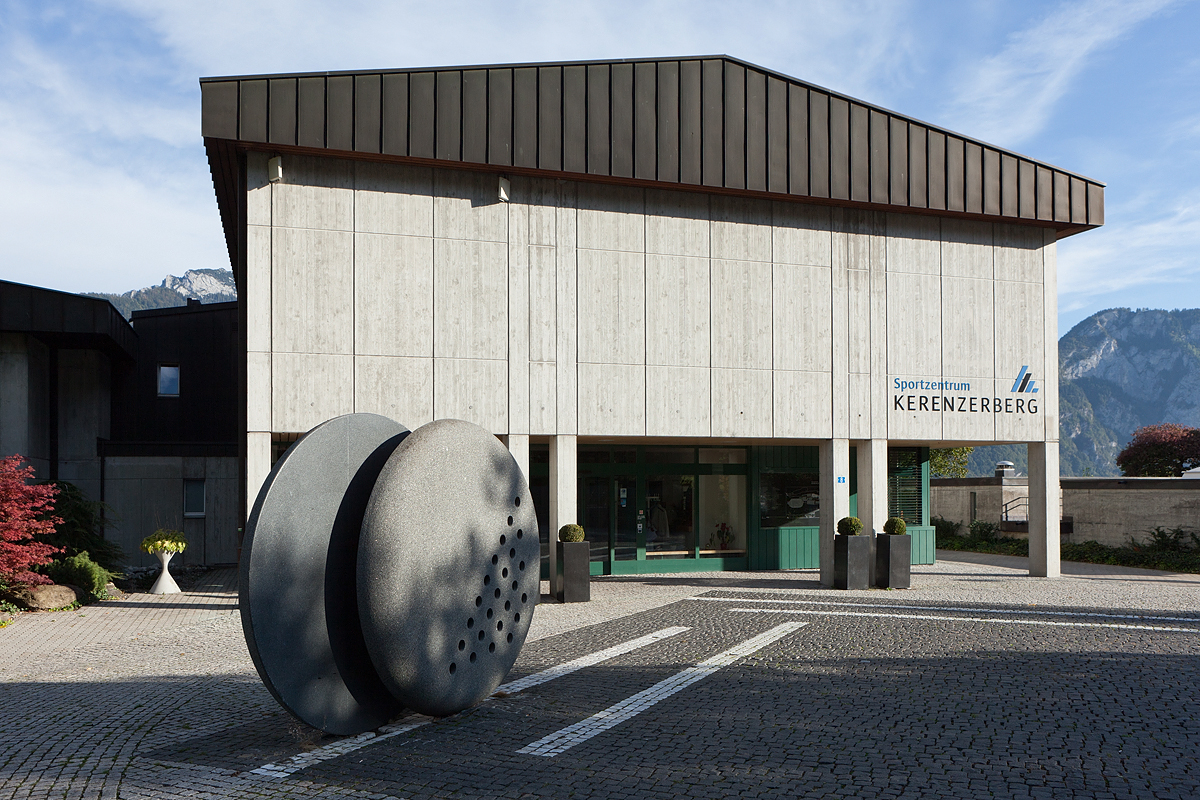
Sportzentrum Kerenzerberg
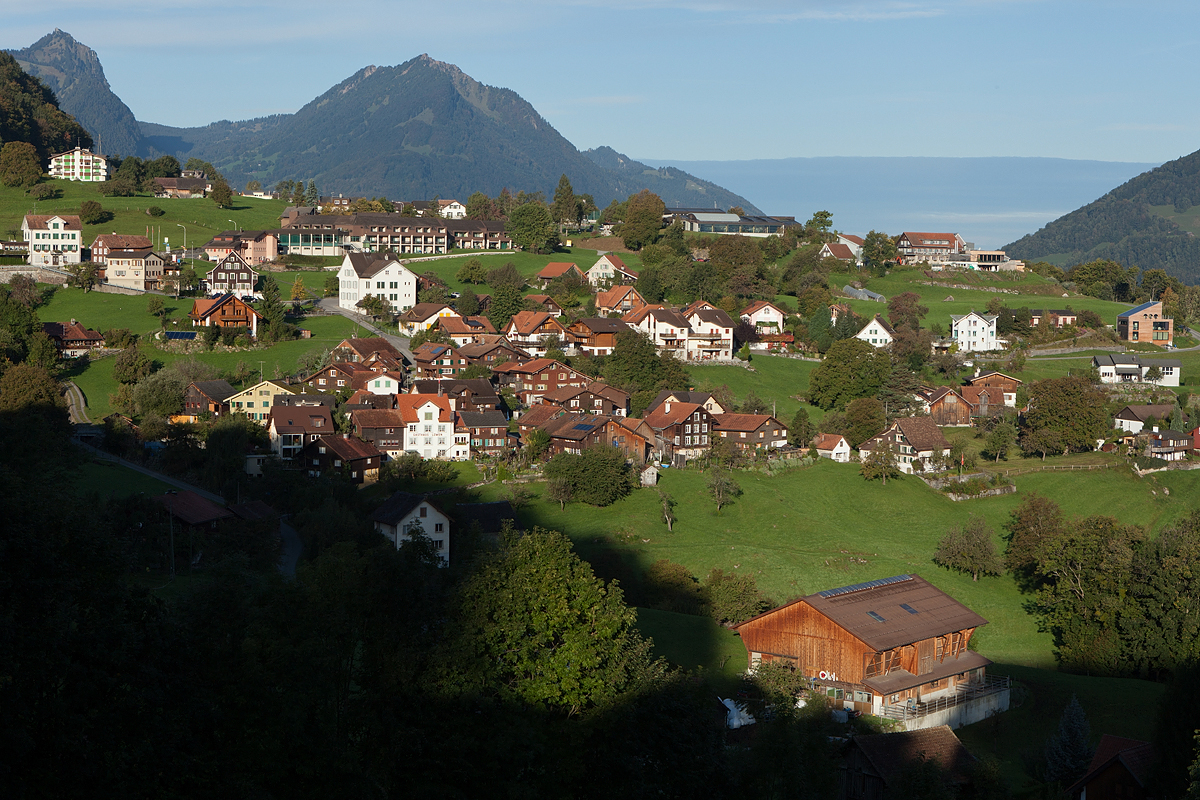
Dorfansicht von Osten her
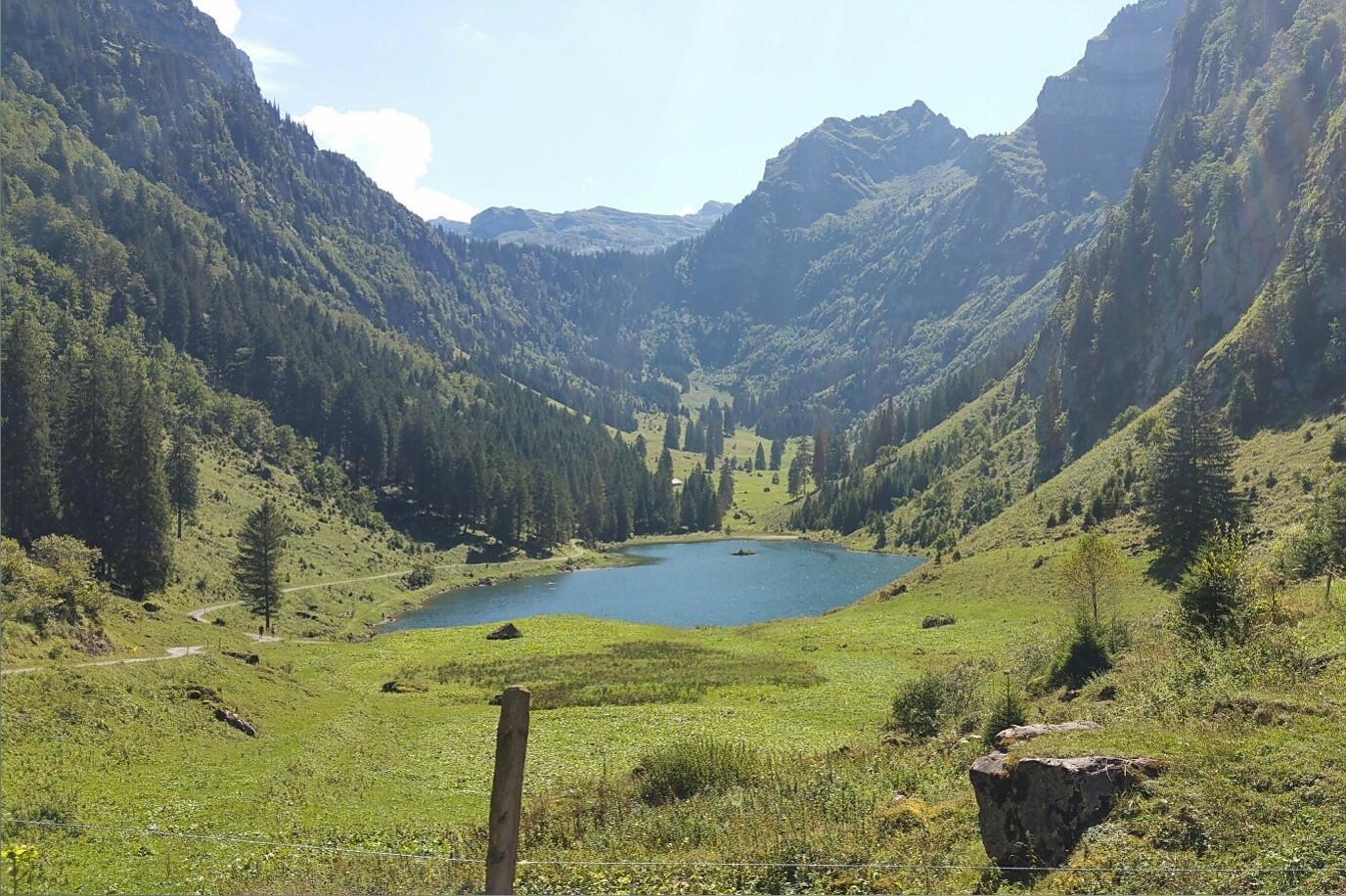
Talalpsee